# 孝徳顕皇后
孝徳顕皇后（こうとくけんこうごう、満洲語: ᡥᡳᠶᠣᠣᡧᡠᠩᡤᠠ
ᡝᡵᡩᡝᠮᡠ
ᡳᠯᡝᡨᡠ
ᡥᡡᠸᠠᠩᡥᡝᠣ　転写：hiyoošungga erdemu iletu hūwangheo、1831年4月12日 - 1850年1月24日）は、清の咸豊帝の最初の正室（即位前に没した）。満洲鑲黄旗の出身。姓はサクダ氏（Sakda hala、薩克達氏）。

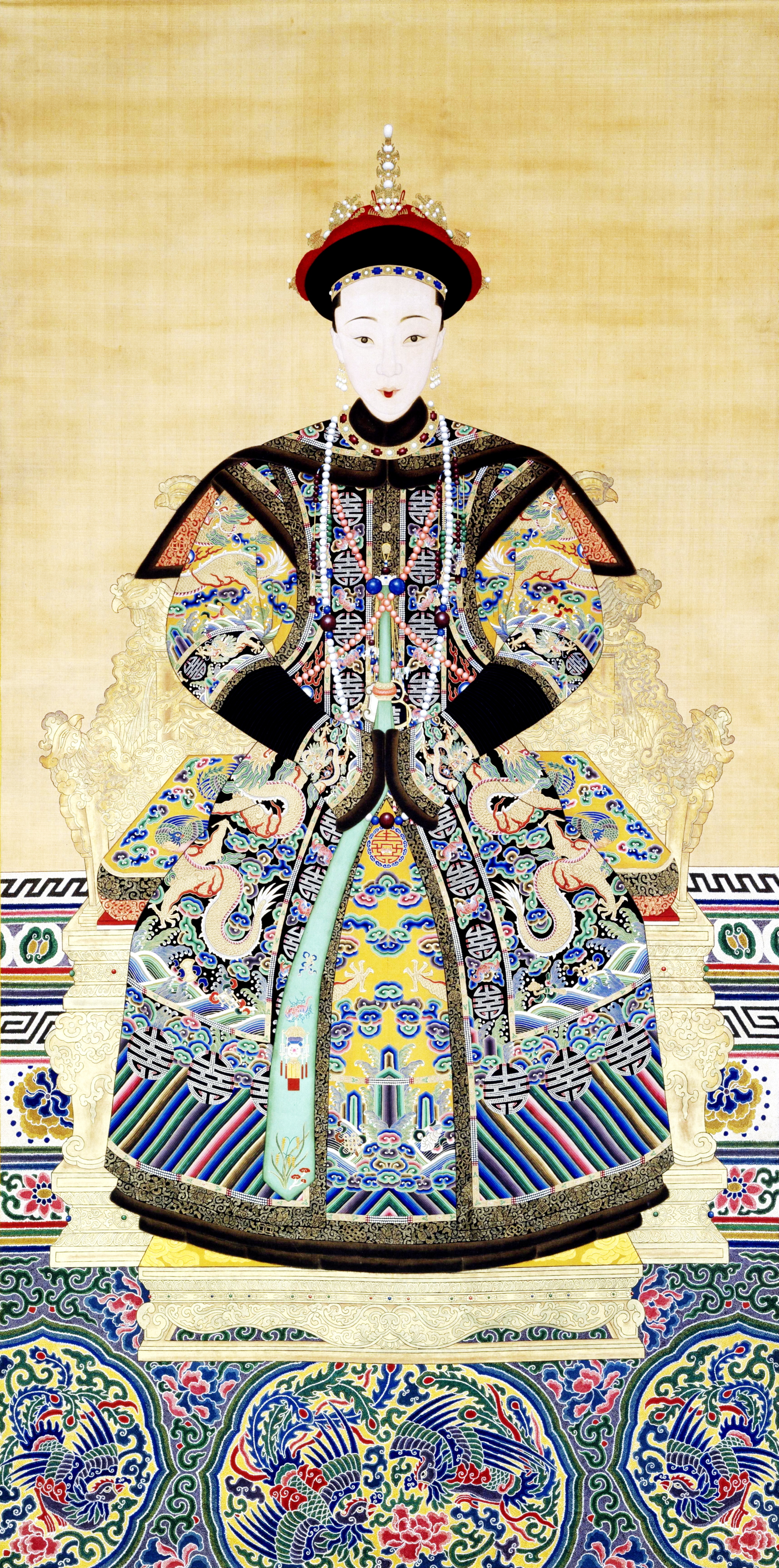
孝徳顕皇后

## 経歴
太常寺少卿のフタイ（富泰）の娘。道光27年（1847年）、奕詝（後の咸豊帝）にとつぎ、嫡福晋（正室）となった。道光29年12月乙亥（1850年1月24日）、薨去した。子供はなかった。
翌月（道光30年正月、1850年）、咸豊帝が即位すると、皇后の位を追贈され、「孝徳」と諡された。後、夫の諡を重ねて孝徳温恵誠順慈荘恪慎徽懿恭天賛聖顕皇后と加諡された。

## 伝記資料
- 『清史稿』
- 『清皇室四譜』